# Ramphotyphlops depressus
Ramphotyphlops depressus este o specie de șerpi din genul Ramphotyphlops, familia Typhlopidae, descrisă de Peters 1880. A fost clasificată de IUCN ca specie cu risc scăzut. Conform Catalogue of Life specia Ramphotyphlops depressus nu are subspecii cunoscute.